# Specifičnost privrednog društva sa jednim osnivačem
Specifičnost privrednog društva sa jednim osnivačem se ogleda u samom osnivanju privrednog društva kao i u odgovornostima osnivača za obaveze društva.

## Pojam
Jednočlano društvo je netipična forma individualnog organizovanja preduzeća i netipična forma privrednog (trgovačkog) društva u klasičnom smislu reči. To je društvo kod koga jedan jedini subjekt, kao vlasnik celokupne imovine društva nije i lično odgovoran (svom svojom imovinom), za obaveze društva.
Ukratko o jednočlanom privrednom društvu:
- Jedno fizičko ili pravno lice
- Ima pravni subjektivitet
- Prednosti: ograničen rizik, lak prenos na drugo lice, oporezivanje
- Vrste:

1. Jednočlano D.O.O.
2. Jednočlano A.D.[1]

## Tačka sporenja
Sva problematika osnivanja ili funkcionisanja jednočlanog društva u vezi je sa obimom odgovornosti jedinog člana (ili akcionara) za obaveze takvog društva. Dva su moguća pravca. 
- Prvi, prihvatiti neograničenu odgovornost, bez obzira na pravni subjektivitet i prirodu takvog društva, a radi zaštite interesa njegovih poverilaca u svim slučajevima kad postoji jedan vlasnik društva (bilo da je to fizičko ili pravno lice).
- Drugi, prihvatiti samo ograničenu odgovornost za rizik poslovanja osnovanog društva od strane jednog osnivača, odnosno odgovornost samog društva svojom imovinom.

Oba pravca imaju i dobre i loše strane: prvi pravac obezbeđuje poverioce takvih društava, ali nameće neograničeni rizik vlasniku, dok drugi pravac ima upravo obrnuto dejstvo.

## Prednosti i nedostaci
Jednočlano društvo ima značajne prednosti koje ga čine prihvatljivijom formom u odnosu na formu organizovanja preduzeća u obliku individualnog preduzetnika: ograničavanje rizika i odgovornosti na ulog u društvo, garancija trajnosti (šanse nadživljavanja jedinog vlasnika mnogo su veće nego kod individualnog preduzetnika), lak prenos na drugo lice, pa čak i odmah nakon osnivanja (prodaja udela ili akcija), olakšsano povezivanje (grupe društava). S druge strane, jednočlano društvo ima i znatne nedostatke: troškovi osnivanja, zahtevi forme u konstitutivnim aktima, formalizam (u pogledu organa i procedure donošenja odluka mora poštovati propise vezane za datu formu društva i pisanu formu odluka), otežano finansiranje ako nema dovoljno sopstvenog kapitala i finansijski napor vlasnika, dvostrukko oporezivanje (najpre samog društva koje je pravni subjekt, a zatim i samog vlasnika koji je fizičko ili pravno lice).

## Regulativa EU
Jednočlano trgovačko društvo (osnivanje ili poslovanje) regulisala je Dvanaesta direktiva EU. Dvanaesta direktiva omogućuje kako osnivanje društva sa ograničenom odgovornošću sa jednim osnivačem, tako i kasnije otkupljivanje svih udela od strane jednog člana, da društvo koje je osnovano sa više članova postane jednočlano, s tim što se ta činjenica mora odmah upisati u registar. 
Državama članicama je prepušteno da u svojim nacionalnim zakonima propišu određene specifičnosti za slučaj:
- kad se jedno fizičko lice pojavljuje kao osnivač jednočlanog društva,
- kad je jedno jednočlano društvo ili drugo pravno lilce jedini član drugog društva.

U pogledu upravljanja ovim jednočlanim društvom propisano je da jedini član vrši fnkciju skupštine, s tim da odluke koje se donose u ovoj funkciji moraju biti unete u zapisnik ali sačinjene u pisanoj formi.

## Naše rešenje
Naš Zakon o privrednim društvima prihvata koncepciju jednočlanog društva sa ograničenom odgovornošću i jednočlanog akcionarskog društva, koja mogu osnivati pravna i fizička lica, u osnovi sa istim pravnim režimom utvrđenim Dvanaestom direktivom EU. U svemu što nije propisano kao specifičnost ove forme društva primenjuju se pravila koja važe za pravnu formu društva u kojoj je osnovano.

## Organi
Jednočlano društvo ima sve organe koje imaju društva tog tipa: akcionarsko društvo ili društvo sa ograničenom odgovornošću. U Zakonu o privrednim društvima, kao i drugim zakonodavstvima, izričito je naglašeno da u ovom slučaju funkciju skupštine društva vrši jedini član (akcionar), koji je oslobođen obaveze samosazivanja. S druge strane, posedno je interesantno pitanje da li jedini vlasnik koji sam vrši funkciju direktora društva može sklapati vlastite ugovore s društvom, budući da je ovde faktički reč o sklapanju ugovora sa samim sobom, iako zbog odvojenosti lične imovine jedinog vlasnika i imovine društva čiji je vlasnik, pravno nije tako. Kako je reč o različitim subjektima u pravu, čini se da ovo nije isključeno, pod pretpostavkom da se ne povređuje klauzula sukoba interesa.

## Preobražaj
Kada jednočlano društvo stekne još bar jednog člana (ili akcionara), bez obzira na osnov, dužno je da se uskladi sa rešenjima zakona koja se odnose na višrečlano društvo i da to upiše u registar. Formalnopravno, ovde nije reč o promeni pravne forme društva, pa se ne primenjuju pravila koja važe za tu promenu (zaštita manjinskih akcionara, zaštita poverilaca).

## Literatura
- Mirko S. Vasiljević, Коmpanijsko pravo - Право привредних друштава Србије ЕУ, Београд, 2007

## Spoljašnje veze
- Evropska kompanija u pravu EU
- Zakon o privrednim društvima
- Društvo sa ograničenom odgovornošću
- Evropski zakon Архивирано на веб-сајту  (5. март 2016)
- Zakon o preduzećima